# Pierre Antoine Delalande
Pierre Antoine Delalande (* 27 de marzo de 1787, Versailles - 27 de junio de 1823, París) fue un naturalista, ornitólogo y explorador francés.
Delalande era empleado del Museo Nacional de Historia Natural de Francia, París. Coleccionaba especímenes de historia naturales. 
Viajó a Brasil en 1816  y Sudáfrica en 1818, dónde coleccionó con su sobrino Jules Verreaux (1807-1873) de doce años; durante tres años. A su retorno en 1821, trajeron la formidable cantidad de 13 405 especímenes, mayormente material de la flora. Su colección incluía 288 mamífero, 2205 aves, 322 reptiles, 265 peces, 3875 conchas, y varios esqueletos humanos del Cementerio de Ciudad del Cabo y de la "Batalla de Grahamstown  del 22 de abril de 1819 entre fuerzas británicas del Coronel Willshire y los Xhosa bajo Nxele.
Es el autor de Précis d’un voyage entrepris au cap de Bonne-Espérance (1822).
- La abreviatura «Delalande» se emplea para indicar a Pierre Antoine Delalande como autoridad en la descripción y clasificación científica de los vegetales.[3]

 (enlace roto disponible en Internet Archive; véase el historial, la primera versión y la última).